# Possibly Maybe
«Possibly Maybe» — песня исландской певицы и композитора Бьорк. Была выпущена как пятый сингл с её альбома Post в октябре 1996, почти через полтора года после выхода альбома. Песня посвящена расставанию певицы с её бойфрендом Стефаном Седнауи, что интересно, он же стал режиссёром клипа. «Possibly Maybe» — медленная электронная композиция в стиле даунтемпо. Используется размеренный трипхоповый бит и глубокие электронные тона. Песня попала в британский чарт. Различными артистами на произведение Бьорк создано около 12 кавер-версий.

## Создание
Песня описывает этапы расставания певицы с возлюбленным. По словам Бьорк, это первая несчастливая песня, которую она написала. «Это было очень сложно для меня. Обычно я всё время что-нибудь сочиняю, но как-то уже месяц ничего не происходило. А потом родилась эта песня. Мне было совестно писать песню, которая не давала надежды». «В первые годы моей сольной карьеры — период Debut — я была просто не в состоянии написать тёмную или грустную песню. Вы должны знать, я была воспитана бескомпромиссно счастливой. Это исландский характер: быть счастливым, чувствовать себя хорошо, смотреть на всё с положительной стороны. Так что мне потребовалось много мужества, чтобы попробовать что-то грустное. «Possibly Maybe» была моя первая тёмная песня».

## Релиз
«Possibly Maybe» стал первым синглом Бьорк, вышедшим на трёх дисках. Би-сайдом сингла стала песня «Vísur Vatnsenda-Rósu» на исландском языке, которая изначально была записана Бьорк ещё в 1994 году для альбома Chansons Des Mers Froides («Песни с холодных морей») французского артиста Гектора Зазоу. Слова песни написала Роза Гудмундсдоттир, соотечественница Бьорк. Среди ремиксов на заглавный трек присутствует «Lucy Mix» Марка Белла из группы LFO, который Бьорк назвала одним из своих любимых ремиксов во время общения с фэнами в августе 1998 года.
Полноценный релиз сингла на дисках произошёл только в Великобритании и Европе. В Таиланде вышла кассета, считающаяся раритетом. В США была выпущена пластинка ограниченным тиражом 1000 экземпляров, поэтому песня не участвовала в чартах.
Вместе с выходом сингла Бьорк исполнила песню на таких ТВ шоу как TFI Friday и TOTP Ещё ранее, в июне 1995 года певица исполнила «Possibly Maybe» на шоу Later... with Jools Holland, потом эта запись вышла на её DVD Later. Песня также исполнялась во время Post-тура и в следующих турне.
В интервью журналу Record Collector Бьорк упомянула, что любит исполнять эту песню живьём, так как она позволяет ей играть с голосом в «американские горки», действительно использовать свой голос как инструмент.

## Реакция
Песня попала в чарты некоторых стран, в частности, в топ 40 Великобритании на 13 место.
В 2002 году в результате онлайн-голосования трек был включён фэнами в сборник Бьорк Greatest Hits.

## Видеоклип
Клип на песню снял французский режиссёр Стефан Седнауи. Все предметы в клипе принадлежат Бьорк и сняты в её собственном доме.

## Кавер-версии
На «Possibly Maybe» другими артистами официально было выпущено не менее 12 кавер-версий. Оуэн Паллетт (Final Fantasy) и Эдвард Дросте из Grizzly Bear создали кавер для Enjoyed, трибьюта альбому Post. В сопроводительном тексте Эд Дросте назвал Бьорк своим «самым слушаемым и обожаемым артистом», а Оуэн упомянул, что Debut был первым диском, который он купил. Майкл Армстронг интерпретировал песню как инструментальную колыбельную для трибьют-альбома Rockabye Baby! Lullaby Renditions of Björk. London Resonance Quartet создали другую инструментальную интерпретацию для трибьюта Violently. Итальянская певица Serena Fortebraccio записала версию песни для альбома In A Shape Of A Girl … Playing On Björk's Heartbeat.
Среди исполнителей, выпускавших каверы «Possibly Maybe» на своих собственных альбомах значатся американская прог-рок группа The Roots of Orchis, польская джазовая певица Monika Borzym, хип-хоп артист Mumbls, джаз-фанковые группы Spirit Tuck и The Poma-Swank, а также Wino Willy, Sallow, LumpyPork и другие.
DJ Shadow в своём дебютном альбоме Endtroducing... использовал сэмплы из произведения Бьорк для трека «Mutual Slump».

## Список композиций
| - UK CD1 1. «Possibly Maybe» – 5:06 2. «Possibly Maybe» (Lucy Mix) – 3:03 3. «Possibly Maybe» (Calcutta Cyber Cafe Mix) – 5:35 4. «Possibly Maybe» (Dallas Austin Mix) – 4:50 | - UK CD2 1. «Cover Me» (Dillinja Mix) – 6:22 2. «One Day» (Trevor Morais Mix) – 7:02 3. «Possibly Maybe» (Calcutta Cyber Cafe Dub Mix) – 4:59 4. «I Miss You» (Photek Mix) – 5:54 | - UK CD3 1. «Big Time Sensuality» (Plaid Remix) – 5:18 2. «Visur Vatnsenda-Rosu» – 4:21 3. «Possibly Maybe» (Live) – 5:55 4. «Hyperballad» (Over The Edge Mix - Live) – 5:00 |

## Список версий и участники записи
| Официальные версии и ремиксы песни: - Album version (Björk) - Radio Edit - промо CD - Calcutta Cyber Cafe Mix (Talvin Singh) - Calcutta Cyber Cafe Dub Mix (Talvin Singh) - Dallas Austin Mix (Dallas Austin) - Lucy Mix (LFO) | Участники записи оригинальной версии: - Björk – продюсер, клавишные - Nellee Hooper – продюсер - Marius de Vries – программирование, клавишные - Howie Bernstein – сведение, инженер - Oswald "Wiz" Bowe – инженер-ассистент |